# エル・イホ・デル・サント
エル・イホ・デル・サント（西: El Hijo del Santo、英語: The Son of the Saint、1963年8月2日 - ）は、メキシコシティ出身の覆面レスラー。映画俳優、アクションスターとしての活動も行う。実父はエル・サント。身長168cm、体重84kg。

## 来歴
1982年6月にデビュー。
1983年に最優秀新人王と年間最高人気選手賞を同時に獲得し、早くもトップレスラーの仲間入りを果たした。
1984年10月28日にUWA世界ライト級王座、1990年4月27日にはUWA世界ウェルター級王座を獲得し、UWA史上初の二階級同時制覇を達成した。この間1986年10月にWWA世界ライト級王座も獲得している。
一時期ルード（悪役）に転向。親族から反対もあったが、転向し活動（初代サントも当初はヒールだった）。
1990年6月にユニバーサル・プロレスリングに参戦するため初来日。
1992年5月にAAA（トリプレ・ア）の旗揚げ戦に参加。
1993年11月5日にオクタゴンとのタッグチームでAAA世界タッグ王座を獲得した。
1994年11月に新日本プロレスで行われた「AAAルチャワールド」に参加したが、1995年8月にAAAを離脱した。
1996年にCMLLにてルードに転向しライバルのネグロ・カサスを坊主頭に刈る。
1998年に再びリンピオに戻る。
2001年1月28日に全日本プロレスの東京ドーム大会（ジャイアント馬場3周忌追悼興行＆スタン・ハンセン引退セレモニー）にミル・マスカラスとのタッグで参加した。対戦相手はブルー・パンテル、アルカンヘル・デ・ラムエルテ。
2007年11月15日、フィリピンのマニラで開催されたボクシング興行でルチャリブレ（メキシコ）の試合が組まれ、エル・イホ・デル・サントは日本人プロレスラー椹木健二を相手に勝利した。
プロボクシングの主要4団体の1つであるWBCの会長ホセ・スライマンは25周年を迎えたエル・イホ・デル・サントに同年12月、そのプロレスにおける顕著な功績を讃えて「WBC世界レスリングチャンピオン」の称号とチャンピオンベルトを付与した。それはプロレスラーに対して初めて名目的に与えられたものであったが、エル・イホ・デル・サントはスライマンとこれに助力したエリック・モラレスに謝辞を述べ、そのタイトルを2008年に数度防衛したとされている。
2013年、息子のニエト・デル・サントがプロレスリング・ノアに入門することが発表され、同年6月3日に来日。
2019年3月4日　ロッシー小川、ウルティモ・ドラゴンらの後楽園ホールでのLUCHA LIBRE ESTRELLA FIESTAに出場する為来日。
2022年7月30日、31日　ドラゴンゲート神戸ワールド記念ホール大会ウルティモ・ドラゴン デビュー35周年記念大会に参戦。
2025年引退ツアーを日本でも計画中。

## 特徴
リングネームは、「El：英語のTheに相当する語」、「Hijo：息子」、「del：英語のof theに相当する語」、「Santo：聖なる（者）」という意味で、父の「El Santo」に倣って「聖なる者の息子（聖者二世）」という意味である。
技や身体の動きが正確かつ素早く華麗であり、飛び技の美しさには定評がある。
手が長く、カバージョ（キャメルクラッチ）の様な技でも、引く力が非常に強いと言われている。
プロレス以外でもスポーツ万能で、柔道や空手などの格闘技や水泳も得意だという。
「マスク剥ぎマッチ」では無類の強さを発揮し、約40人のマスク剥ぎに成功した。これは長い歴史を誇るルチャリブレでも最多記録である。

## 評価
1983年に最優秀新人王と年間最高人気選手賞を同時に獲得し、はやくもトップレスラーの仲間入りを果たした。
1984年10月28日にUWA世界ライト級王座、1986年10月にWWA世界ライト級王座、1990年4月27日にはUWA世界ウェルター級王座を獲得し、UWA史上初の二階級同時制覇を達成した。
週刊ゴングの空中技選手を特集した 増刊『空中戦3』では、「カリスマ性ではまだ父に及ばないが、空中戦の使い手としては父親であるエル・サントを超えている。特に3種類のフライングヘッドシザースは絶品。」と評されている。
親のエル・サントが映画のアクションスターとしても出演し、プロレスの枠を超えた国民的ヒーローであり、メキシコ国内に留まらぬ南米でも著名なアクションスターでもあり、 息子のイホ・デル・サントも映画スターとしても活躍。 人によってはプロレスラーよりも映画のアクションスターという認識もあると言う。
メキシコでの知名度は初代サント、映画俳優業なども含めると、他の有名レスラーと比較しても群を抜いており、ウルティモ・ドラゴン曰く、メキシコでは力道山、馬場、猪木に映画のスターである石原裕次郎を加えた位の存在。オフィシャルショップを経営しており、メキシコの空港内にも店舗を構えている。そのようなレスラーは、世界でもサントだけ。（サムライTVでの上記エストレージャフェスタの試合後のマイクと解説にて）

## エピソード
デビューにあたっては父からいつも100%のルチャを魅せる事など、レスラー、サントとしての心得の部分を学んだ。
普段からマスクを着用し、ザ・グレート・サスケもメキシコでそのサントの姿勢に影響を受けたという。
ユニバーサルプロレスリング旗揚げ戦のメインイベントの6人タッグに出場し、試合終了後、客席からリングにおひねりが飛び交い、控室にて記者たちの前で、自分達の試合が日本のプロレスファンから認められた事に感激し号泣している。後楽園ホールでフェルサ・ゲレーラを破り、WWA世界ウェルター級王座を獲得した。この他にもナショナルウェルター級王座・PNW王座も獲得し三冠王者となり、AAAの爆発的人気を支えた。
一時期ヒールに転向をするにあたっては親族から反対もあったが、親のサントも最初はヒールだったことなどを挙げ、口出しをしないように説いたと言う（雑誌『Gスピリッツ』にて）。
2019年3月4日　ロッシー小川、ウルティモ・ドラゴンらの後楽園ホールでのLUCHA LIBRE ESTRELLA FIESTAに出場する為来日。
メインイベントにて、ウルティモ・ドラゴン、獅龍と組み、フェルサゲレーラ、シルバーキング、ディアマンテと対戦。
なめらかな動きとヘッドシザースホイップ、トペ・デ・クリスト、カバージョを披露。試合後には「ありがとーございまーす」と流ちょうな日本語で挨拶をし、来場したファンと交流をしている映像が Fighting TV サムライにて放送されている。

## 後継者について
甥のアクセルがサントの名を継ぐとし、レジェンドルチャドールであったウラカンラミレスが後援になったが、イホ・デル・サントはアクセルはサントの名を継ぐ器ではないと反対し、甥は元のアクセルに戻った。
その後自分の息子がサントの名を継ぐため、日本のプロレス団体NOAHに一時入門した。
息子はNOAH所属ではないが、ウルティモドラゴンによるとロンドンでデビューを果たしたと言う 。

## タイトル歴
UWA
- UWA世界ライト級王座 : 3回
- UWA世界ウェルター級王座 : 2回

WWA
- WWA世界ウェルター級王座 : 10回
- WWA世界タッグチーム王座 : 2回（w / ペロ・アグアヨ・ジュニア）

CMLL
- CMLL世界タッグチーム王座 : 2回（w / ネグロ・カサス）
- 第3回インターナショナル・グランプリ優勝（1996年）
- 第2回レジェンダ・デ・プラタ優勝（1999年）
- メキシコナショナルウェルター級王座
- メキシコナショナルミドル級王座
- メキシコナショナルトリオ王座（w / スペル・ムネコ、アンヘル・アステカ）

AAA
- IWC世界タッグ王座（w / オクタゴン）
- PNW世界タッグ王座（w / オクタゴン）

WBC
- WBC世界レスリングチャンピオン（2007年）[1]

## 得意技
- キャメルクラッチ（カバージョ）
- トペ・デ・クリスト（十字架式ダイビング・ヘッドバット）
- トペ・アトミコ　（トップロープからリング内へ放つ）
- プンラチャ・スイシーダ（鉄柱越えでも放つ）
- トぺスイシーダ　（対角線に鉄柱横をすり抜けても放つ）
- 数種のフライングヘッドシザース、アームホイップ
- 相手の前方から走り込み、前転しながら相手の身体を上り、頭上を越えての回転エビ固め
- ダイビング・エルボードロップ（コーナートップロープから、かなりの高さで放つ）